# NGC 7705
NGC 7705 (другие обозначения — PGC 71811, ZWG 407.13, NPM1G +04.0614) — линзообразная галактика (SB0) в созвездии Рыбы.
Этот объект входит в число перечисленных в оригинальной редакции «Нового общего каталога».